# Metacatharsius freyi
Metacatharsius freyi är en skalbaggsart som beskrevs av Ferreira 1964. Metacatharsius freyi ingår i släktet Metacatharsius och familjen bladhorningar. Inga underarter finns listade i Catalogue of Life.